# Pertes de l'Ain
Pertes de l'Ain est le nom donné à un lieu situé sur la commune de Bourg-de-Sirod dans le massif du Jura, où  l'Ain s'engouffre dans une gorge très étroite d'environ 2 mètres de large, 100 mètres de long et 12 à 15 mètres de profondeur, disparaît dans une perte, puis rejaillit après un cheminement souterrain d'environ 15 mètres, dans une vasque qui déborde en une cascade de 17 mètres de large.

## Caractéristiques
L'Ain, prend sa source sous forme d'exsurgence, au fond d'une combe, près de Nozeroy, au sud des villages de Conte (Jura) et La Favière, à 680 m d'altitude. Il parcourt 190 km à travers le massif du Jura avant de se jeter dans le Rhône à Saint-Maurice-de-Gourdans à quelques kilomètres de Lyon.

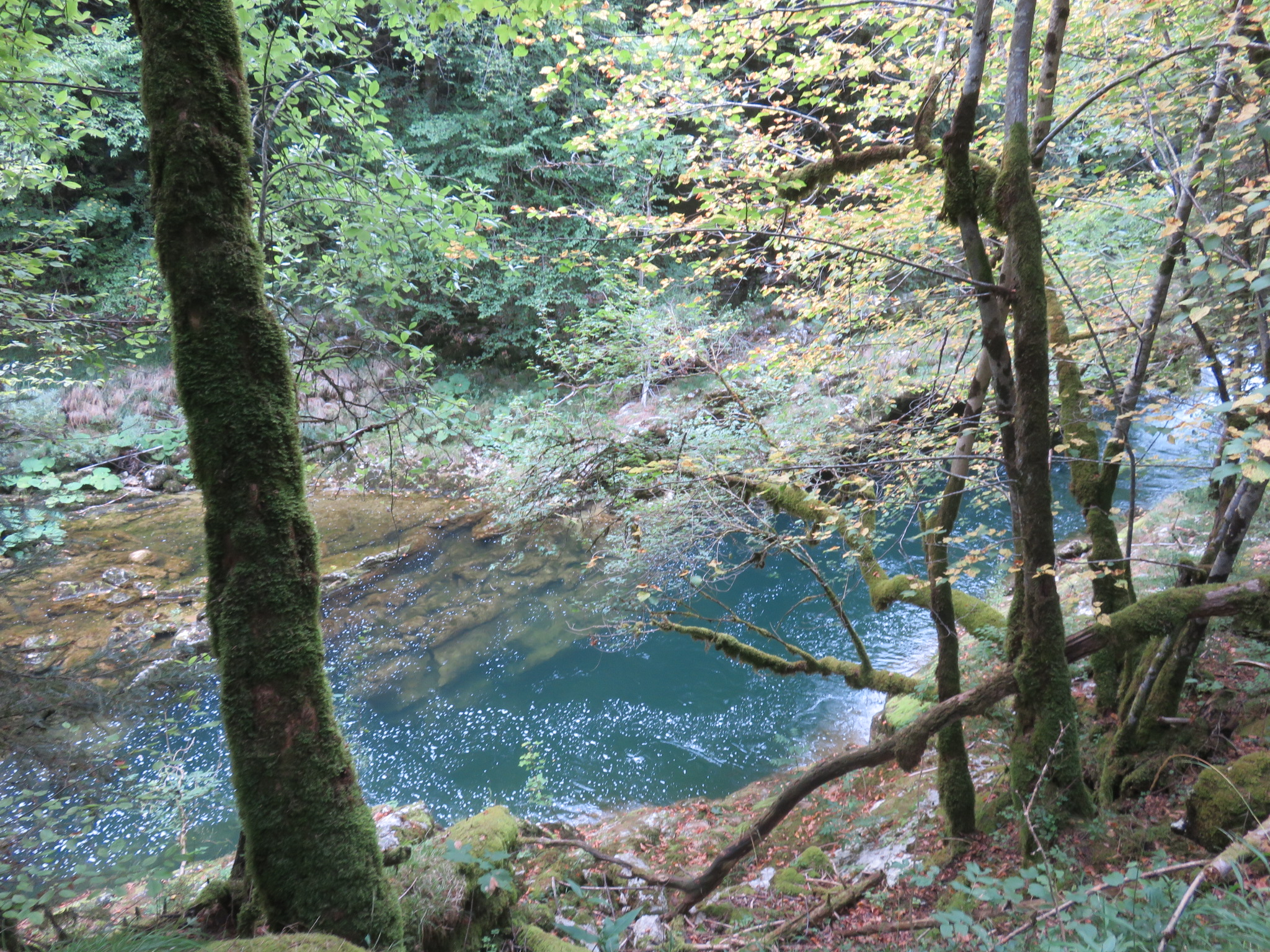
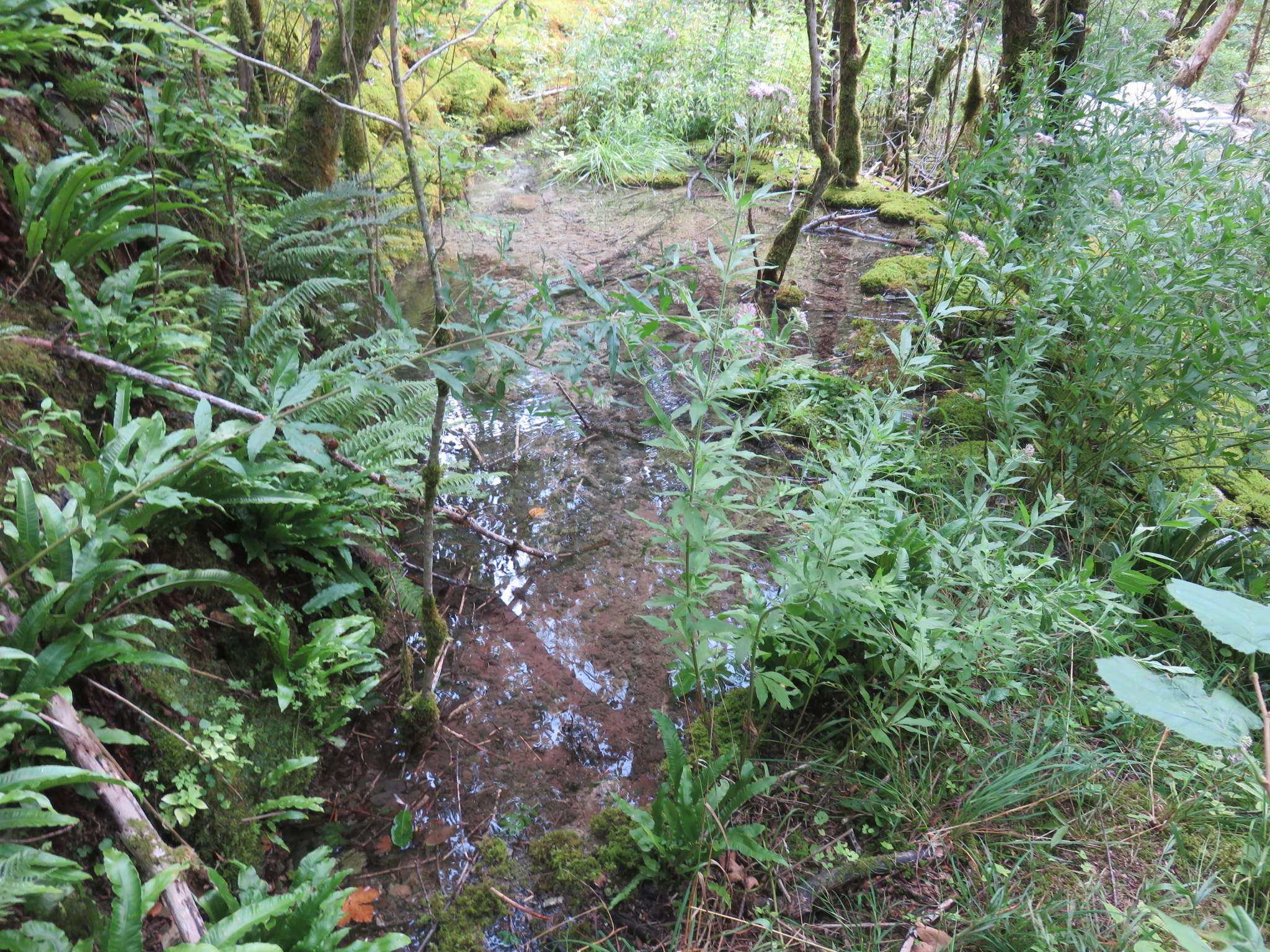
Tufière
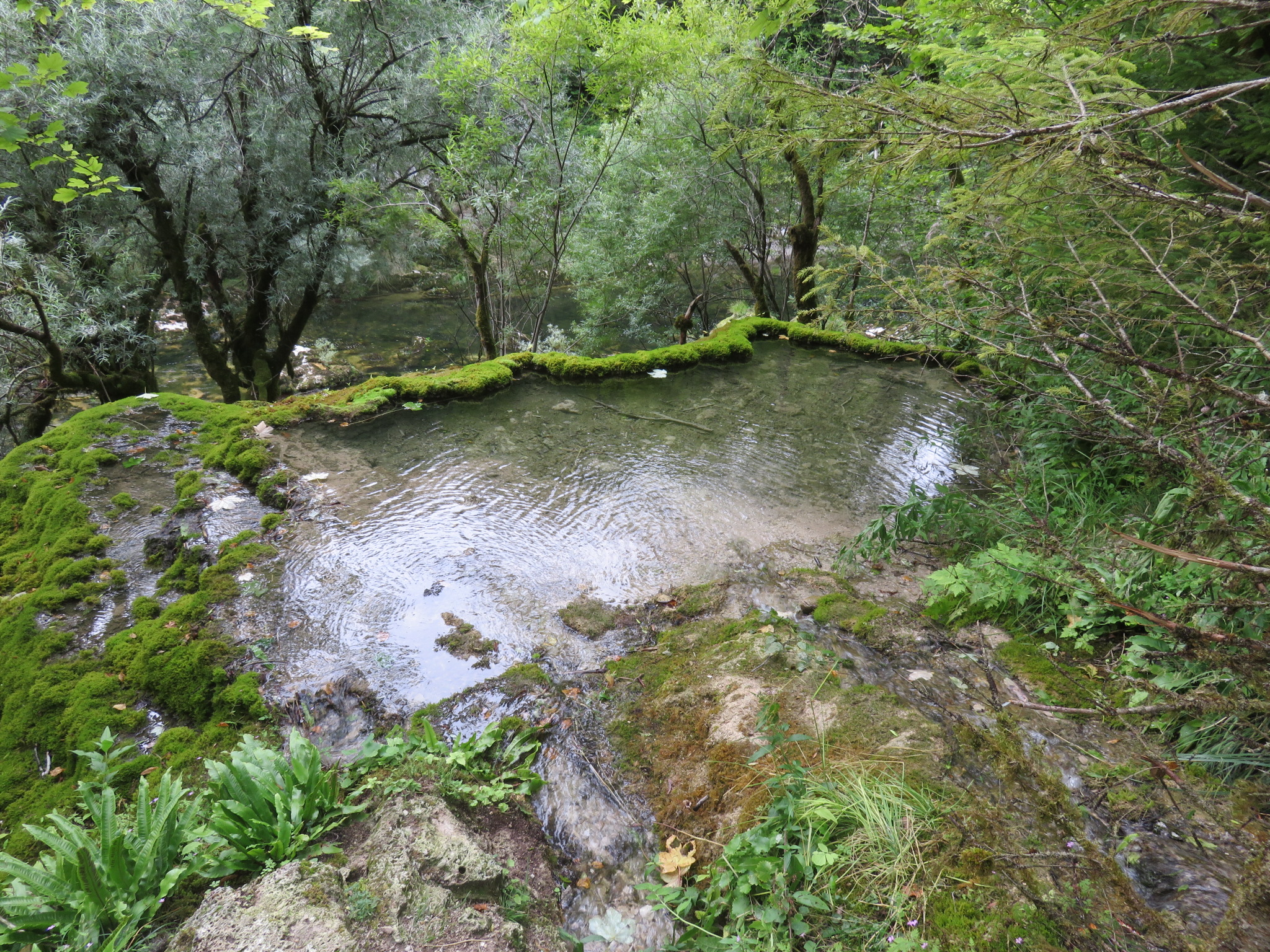
Gour
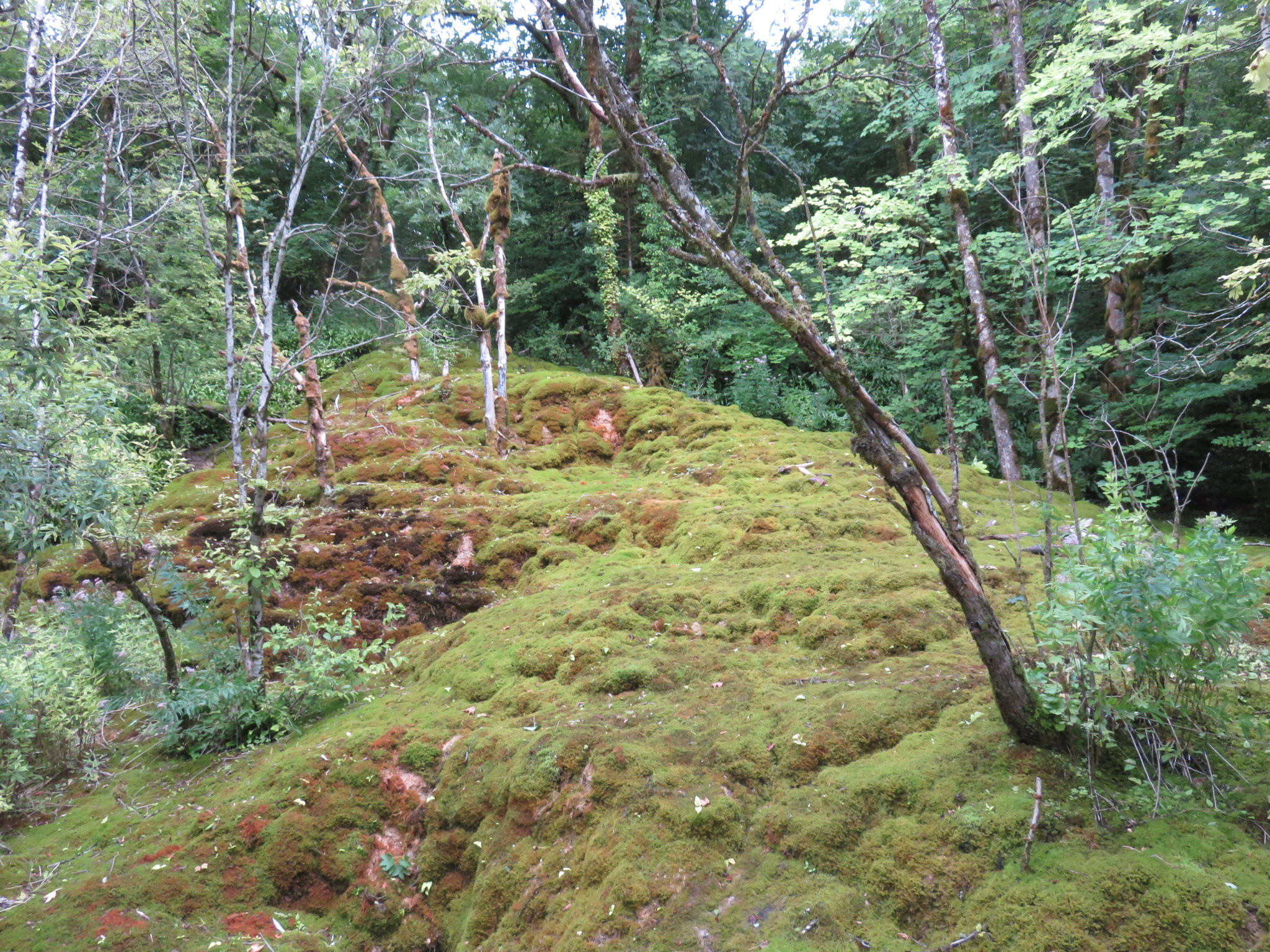
Tufière

Il y a dix millions d'années (Miocène), à 10 km en aval de sa source, l'Ain s'enfonce dans une fissure entre le plateau de Nozeroy et celui de Champagnole. Elle y creuse une galerie souterraine parfois d'une largeur inférieure à 2 m (les pertes) débouchant au niveau des anciennes forges de Bourg-de-Sirod. 

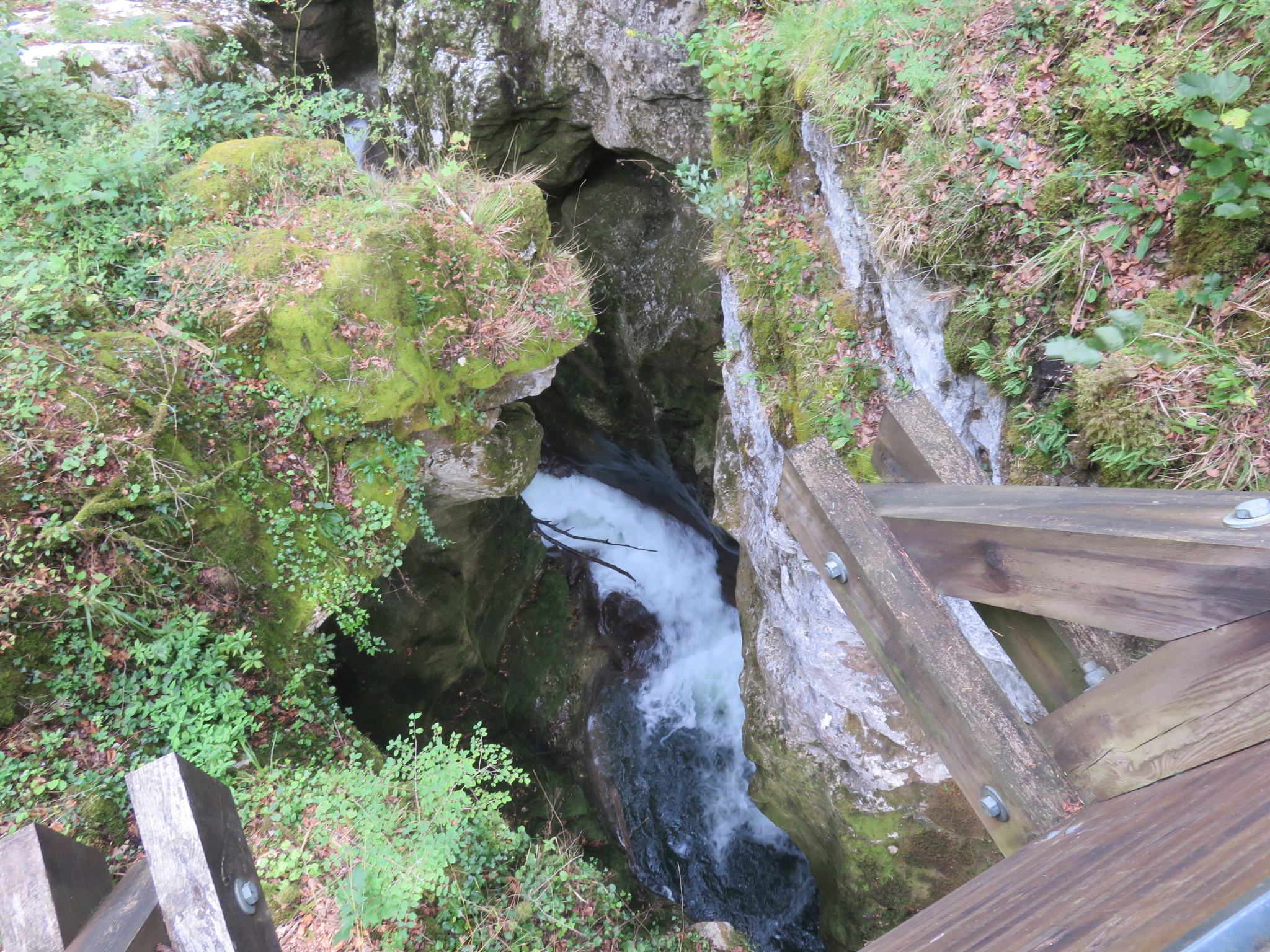
Gorge profonde escarpée
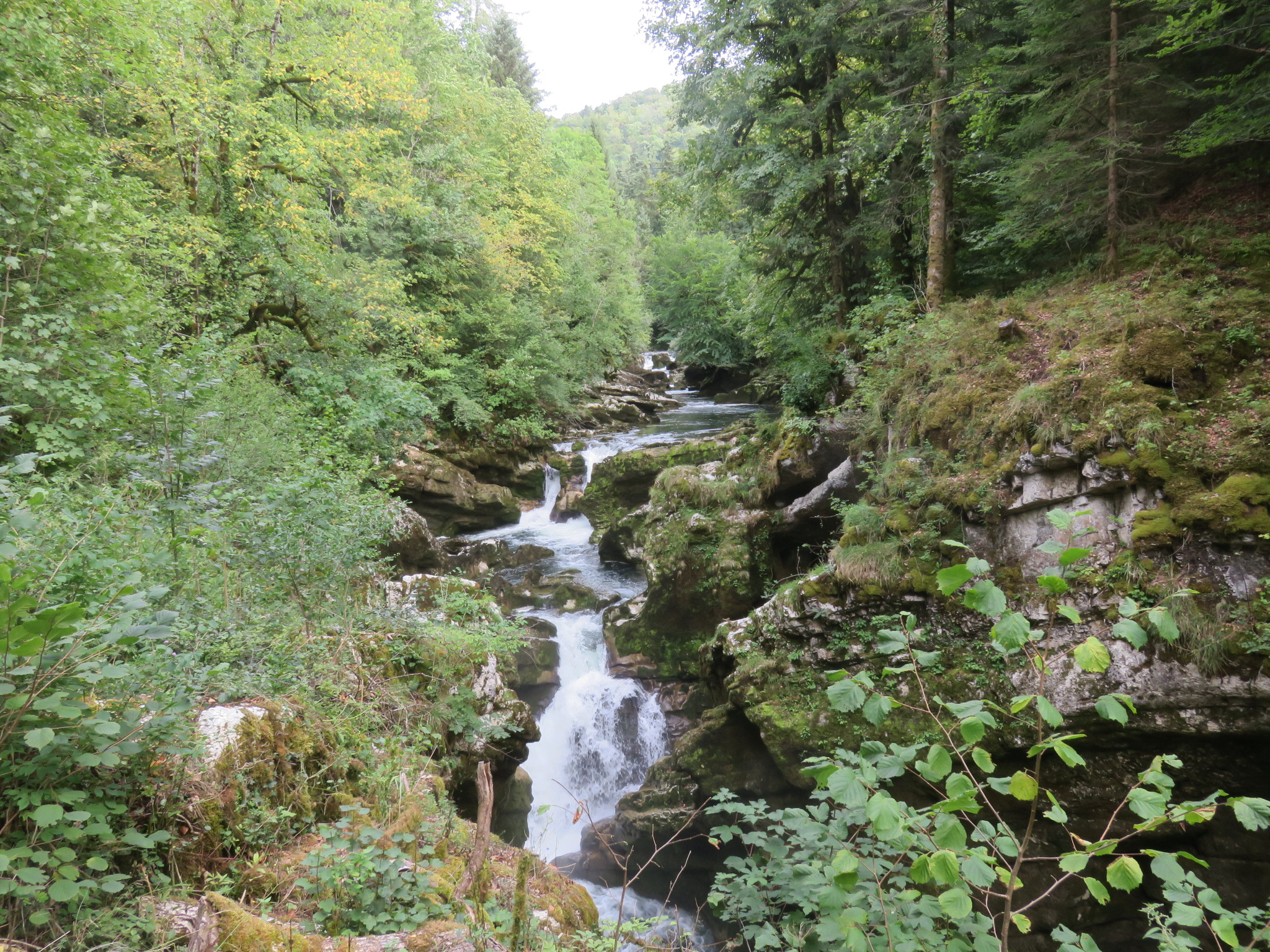
Gorges
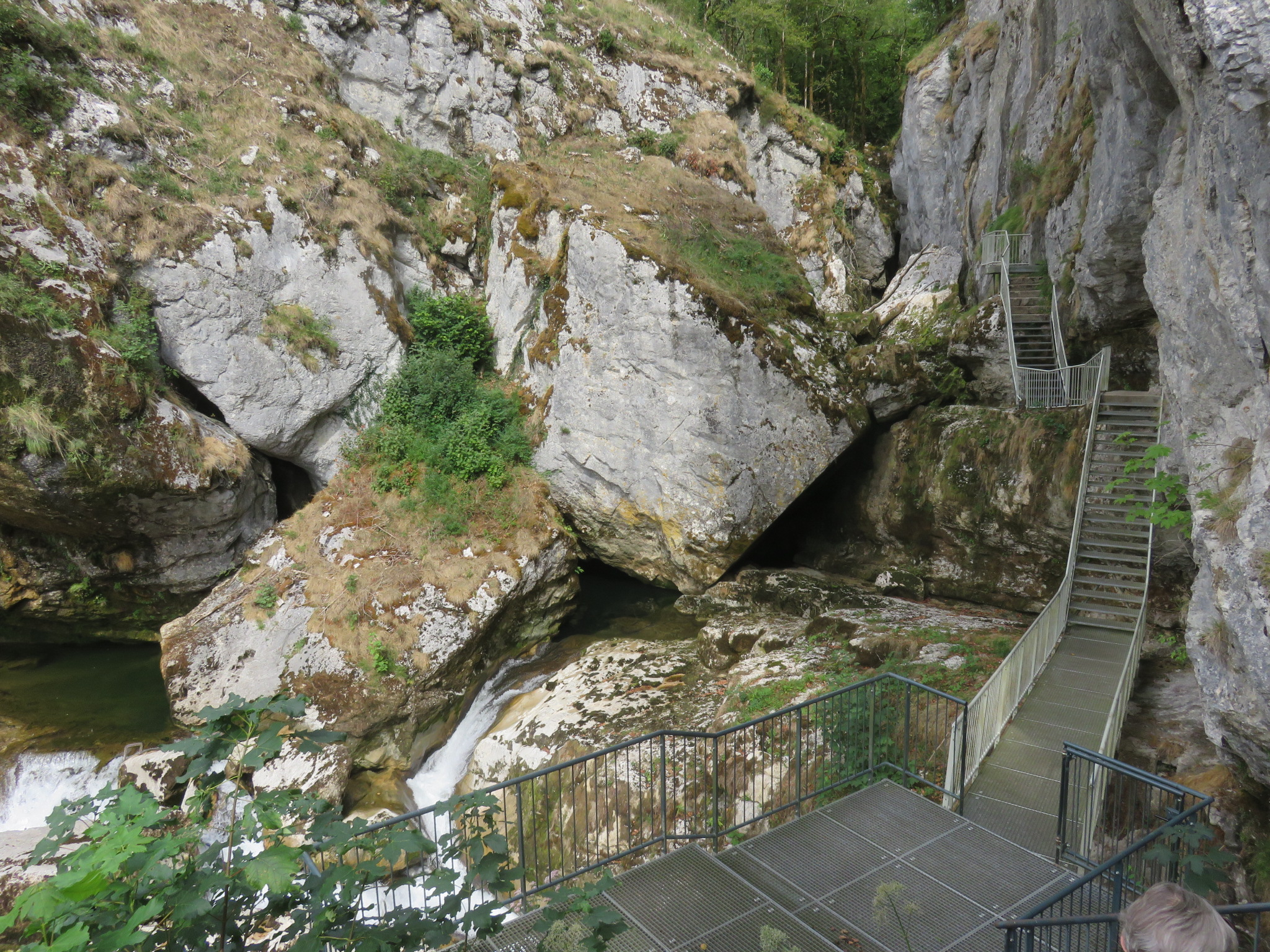
Amas rocheux effondré
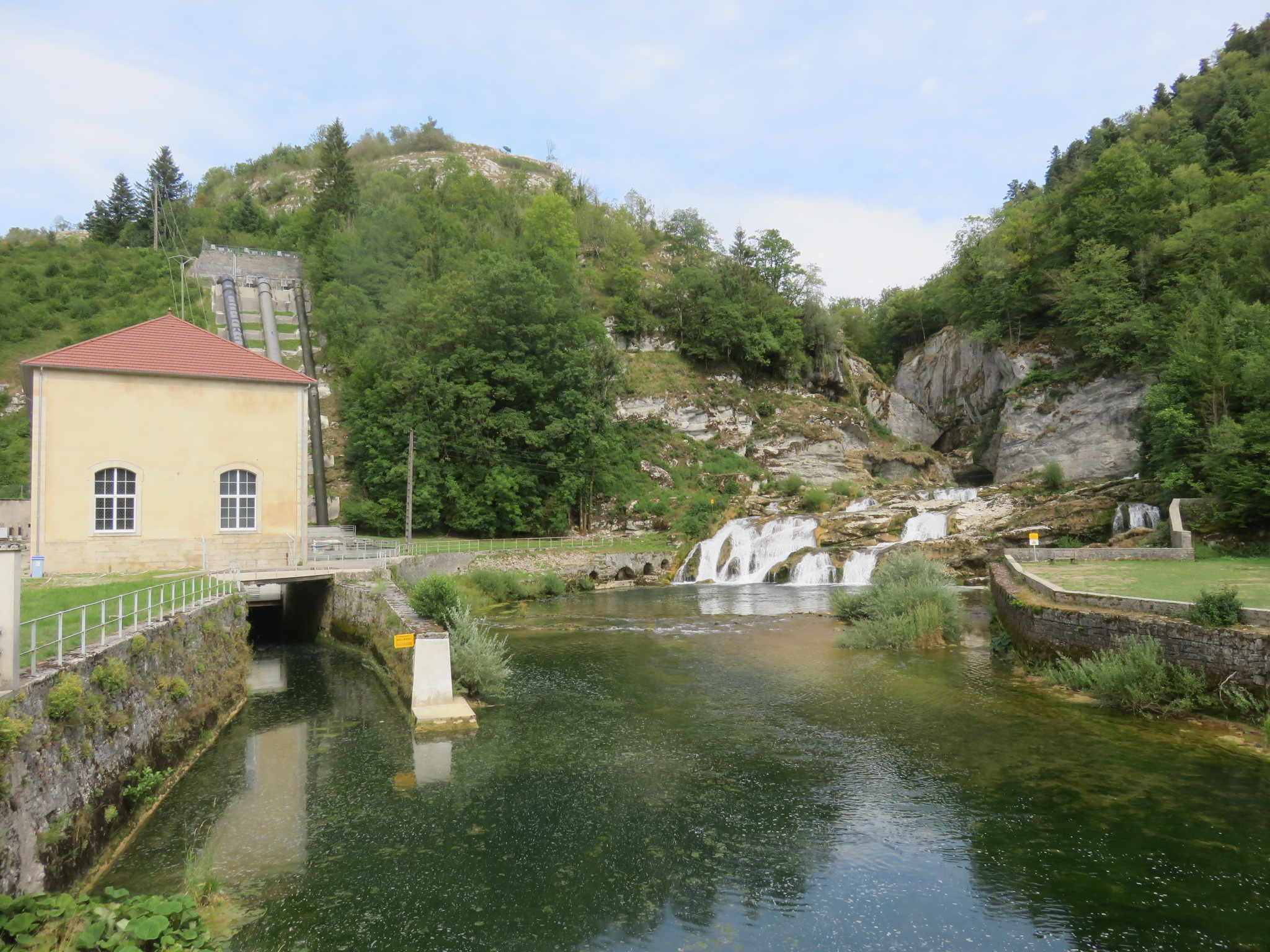
Centrale hydraulique EDF de Bourg-de-Sirod

Au fil des millénaires, à force d'érosion, la voûte de cette galerie calcaire s'effondre en amas rocheux, dont il reste des vestiges épars, et dont une bonne partie a été déblayée par les crues de cette rivière de montagne qui connaît de très importantes fluctuations saisonnières.
À partir du XVIe siècle la cascade alimente en énergie hydraulique des forges jusqu'en 1898, où est construite une centrale hydroélectrique dans les bâtiments de l'ancienne forge. En 1922 une nouvelle centrale est construite sur la rive droite de l'Ain, toujours exploitée,.

## Randonnée
Au départ des anciennes Forges de la commune de Bourg-de-Sirod, un sentier de randonnée circulaire aménagé sous bois, d'une heure de marche, fait le tour des pertes, en partie bordée de grands épicéas, de gours, et d'une tufière remarquable.